# Liste der Kulturgüter in Uetikon am See
Die Liste der Kulturgüter in Uetikon am See enthält alle Objekte in der Gemeinde Uetikon am See im Kanton Zürich, die gemäss der Haager Konvention zum Schutz von Kulturgut bei bewaffneten Konflikten, dem Bundesgesetz vom 20. Juni 2014 über den Schutz der Kulturgüter bei bewaffneten Konflikten sowie der Verordnung vom 29. Oktober 2014 über den Schutz der Kulturgüter bei bewaffneten Konflikten unter Schutz stehen.
Objekte der Kategorien A und B sind vollständig in der Liste enthalten, Objekte der Kategorie C fehlen zurzeit (Stand: 1. Januar 2023). Unter übrige Baudenkmäler sind weitere geschützte Objekte zu finden, die im Verzeichnis der Objekte von überkommunaler Bedeutung der kantonalen Denkmalpflege zu finden und nicht bereits in der Liste der Kulturgüter enthalten sind.

## Kulturgüter
| Foto |                                                                             | Objekt                                                                                         | Kat. | Typ | Standort                                                  | Beschreibung |
| ---- | --------------------------------------------------------------------------- | ---------------------------------------------------------------------------------------------- | ---- | --- | --------------------------------------------------------- | ------------ |
| ja   | Datei hochladen · Wikidata zu Chemische Fabrik (Q29574256)                  | Chemische Fabrik KGS-Nr.: 09041                                                                | A    | G   | Seestrasse 94a–108 / Alte Landstrasse 103 693518 / 235059 |              |
| BW   | Datei hochladen · Wikidata zu Seeufersiedlung (Q29933152)                   | Schifflände / Langenbaum, neolithische Seeufersiedlung KGS-Nr.: 12693                          | B    | G   | Seestrasse 693681 / 234920                                |              |
| ja   | Datei hochladen · Wikidata zu Reformierte Kirche Uetikon am See (Q29933150) | Reformierte Kirche KGS-Nr.: 12694                                                              | B    | G   | Gartenstrasse 24 693719 / 235277                          |              |
| ja   | Datei hochladen · Wikidata zu Wohnhaus mit Schopf (Q29933153)               | Wohnhaus mit Schopf KGS-Nr.: 12695                                                             | B    | G   | Alte Landstrasse 117–119 693712 / 235081                  |              |
| BW   | Datei hochladen                                                             | Haus Wäckerling, ehemalige Wäckerlingstiftung, mit Nebenbauten und Gartenanlage KGS-Nr.: 16616 | A    | G   | Tramstrasse 53–57 694030 / 235768                         |              |

## Übrige Baudenkmäler
| ID       | Foto |                 | Objekt                               | Kat.   | Typ | Standort                                 | Beschreibung |
| -------- | ---- | --------------- | ------------------------------------ | ------ | --- | ---------------------------------------- | ------------ |
| 15900175 |      | Datei hochladen | Wäckerlingstiftung, Schweinescheune  | B reg. | G   | Tramstrasse 694151 / 235671              |              |
| 15900176 |      | Datei hochladen | Wäckerlingstiftung, Grossviehscheune | B reg. | G   | bei Tramstrasse 55 694139 / 235689       |              |
| 15900205 | ja   | Datei hochladen | Weinbauernhaus, Hausteil 1+2         | C      | G   | Schönaustrasse 15 693450 / 236027        |              |
| 15900290 | ja   | Datei hochladen | Wohnhaus, Hausteil 3                 | C      | G   | Bergstrasse 177 693658 / 235771          |              |
| 15900342 | ja   | Datei hochladen | Reformiertes Pfarrhaus               | B reg. | G   | Gartenstrasse 26 693750 / 235295         |              |
| 15900389 |      | Datei hochladen | Wohnhaus, Hausteil 1                 | B reg. | G   | Alte Landstrasse 117 693699 / 235081     |              |
| 15900390 |      | Datei hochladen | Wohnhaus, Schopf 1                   | B reg. | G   | bei Alte Landstrasse 117 693702 / 235098 |              |
| 15900394 | ja   | Datei hochladen | Wohnhaus zum Meierhof                | B reg. | G   | Alte Landstrasse 121 693746 / 235080     |              |
| 15900467 | ja   | Datei hochladen | Landhaus zum Langenbaum              | B reg. | G   | Seestrasse 152 693840 / 234937           |              |
| 15900556 |      | Datei hochladen | Wäckerlingstiftung, Pensionärenhaus  | B reg. | G   | Tramstrasse 53 693946 / 235804           |              |
| 15900563 |      | Datei hochladen | Wäckerlingstiftung, Wäschereigebäude | B reg. | G   | Tramstrasse 57 694109 / 235760           |              |
| 15900598 |      | Datei hochladen | Wäckerlingstiftung, Angestelltenhaus | B reg. | G   | Lindenstrasse 27 694137 / 235794         |              |
| 15900779 |      | Datei hochladen | Wohnhaus, Schopf                     | B reg. | G   | bei Alte Landstrasse 117 693702 / 235098 |              |

Legende: Im Wesentlichen siehe Legende der Liste der Kulturgüter von nationaler und regionaler Bedeutung, mit folgenden Ausnahmen:
- Anstelle der KGS-Nummer wird als Objekt-Identifikator (ID) die Inventarnummer im Verzeichnis der Objekte von überkommunaler Bedeutung des kantonalen Denkmalschutzamtes verwendet.
- Bei den Kategorien wird wie folgt unterschieden: B kant. = Objekt von kantonaler Bedeutung (Kanton Zürich); B reg. = Objekt von regionaler Bedeutung (Kanton Zürich).